# Anvil (musikgrupp)
Anvil är ett kanadensiskt heavy metal-band. Anvil bildades i april 1978 i Toronto av gitarristen och sångaren Steve "Lips" Kudlow och trummisen Robb Reiner. Under det tidiga 80-talet rönte Anvil tämligen stora framgångar.
2008 gjordes dokumentärfilmen "The story of Anvil" om bandet och medlemmarnas liv efter berömmelsen, och därefter steg deras popularitet än en gång, och de har sedan dess spelat på åtskilliga festivaler, bland annat i Sverige på Sweden rock festival.

## Medlemmar
Nuvarande medlemmar
- Steve "Lips" Kudlow – sång, sologitarr (1978– )
- Robb "Robbo" Reiner – trummor (1978– )
- Chris Robertson – basgitarr (2014– )

Tidigare medlemmar
- Dave "Squirrely" Allison – gitarr, sång (1978–1989)
- Ian "Dix" Dickson – basgitarr (1978–1993)
- Sebastian Marino – gitarr (1989–1995)
- Mike Duncan – basgitarr (1993–1996)
- Ivan Hurd – gitarr (1995–2007)
- Glenn "Glenn Five" Gyorffy – basgitarr, bakgrundssång (1996–2012)
- Sal Italiano – basgitarr (2012–2014)

Bildgalleri

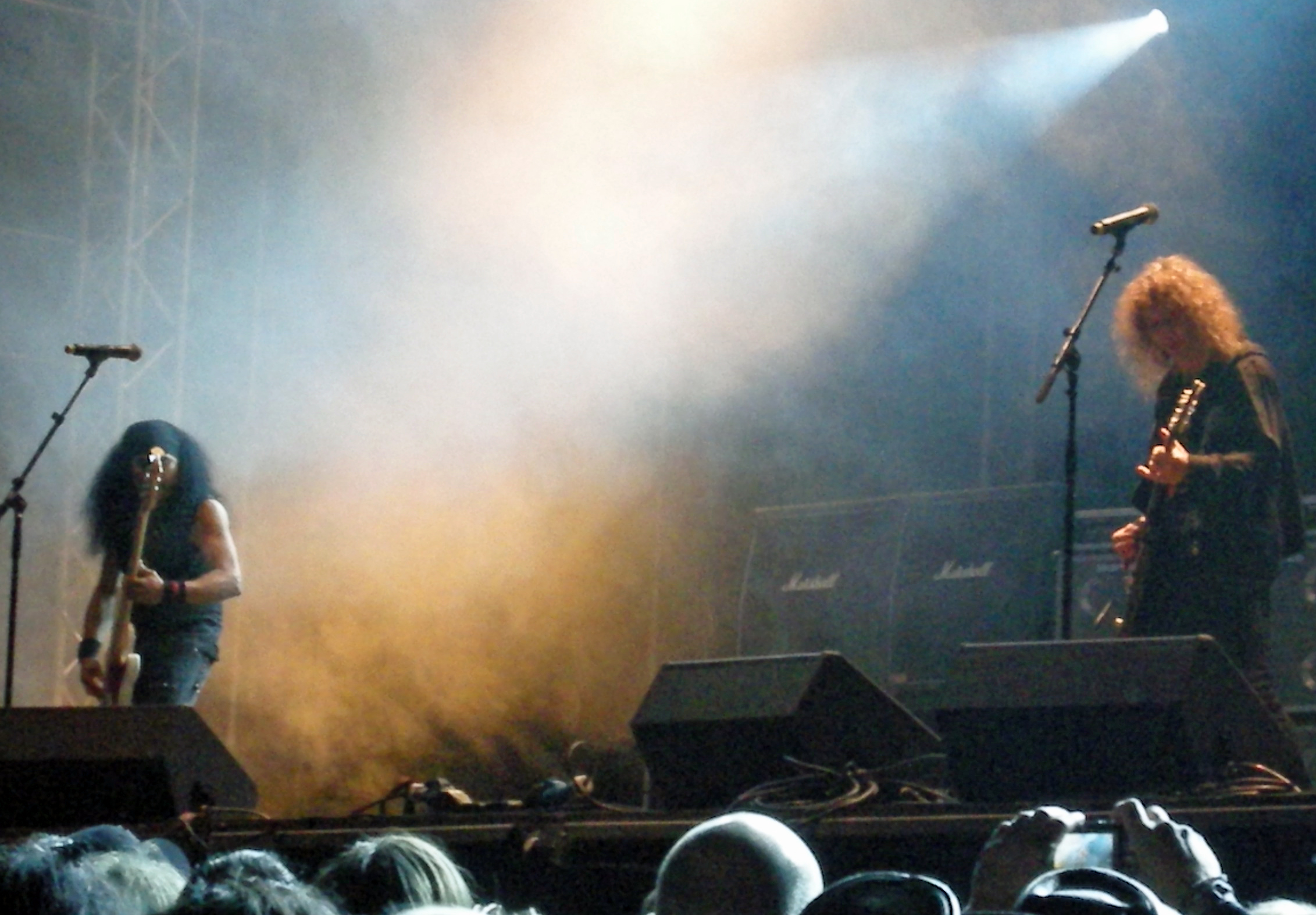
Anvil på Skogsröjet, Rejmyre 2012.
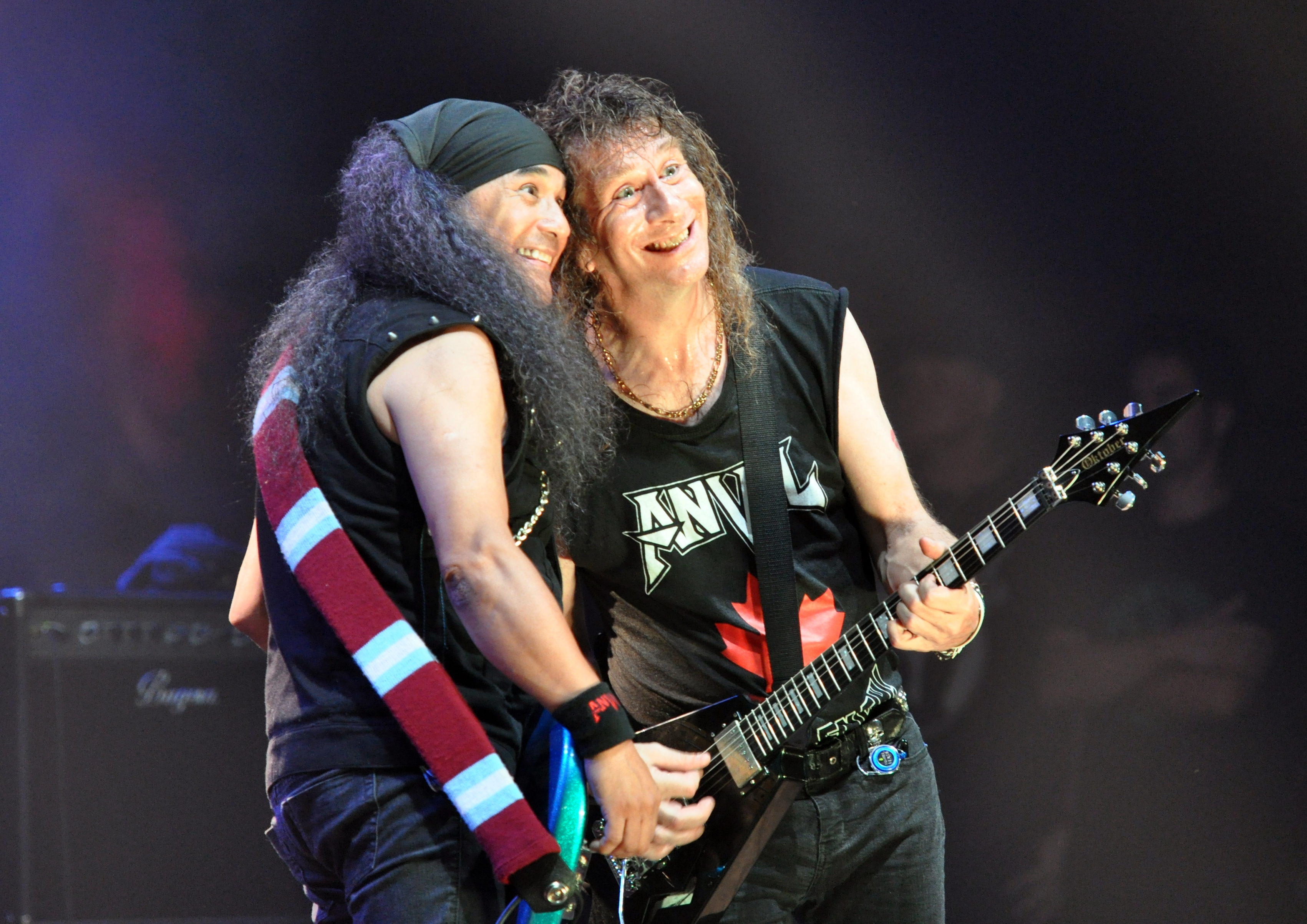
Sal Italiano och "Lips" vid Wacken Open Air 2013.
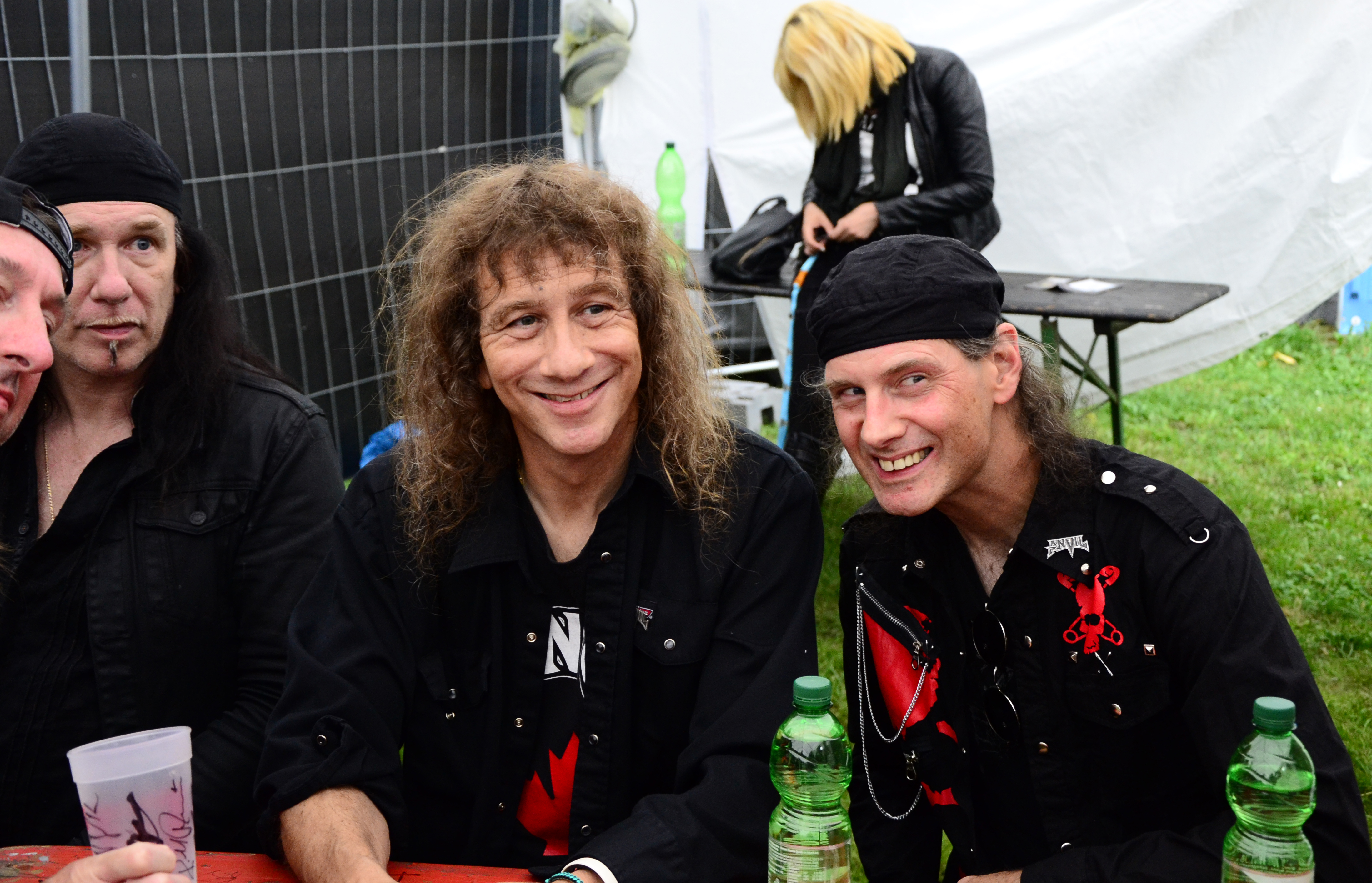
Anvil 2014. Från vänster: Robb Reiner, Steve Kudlow och Chris Robertson.
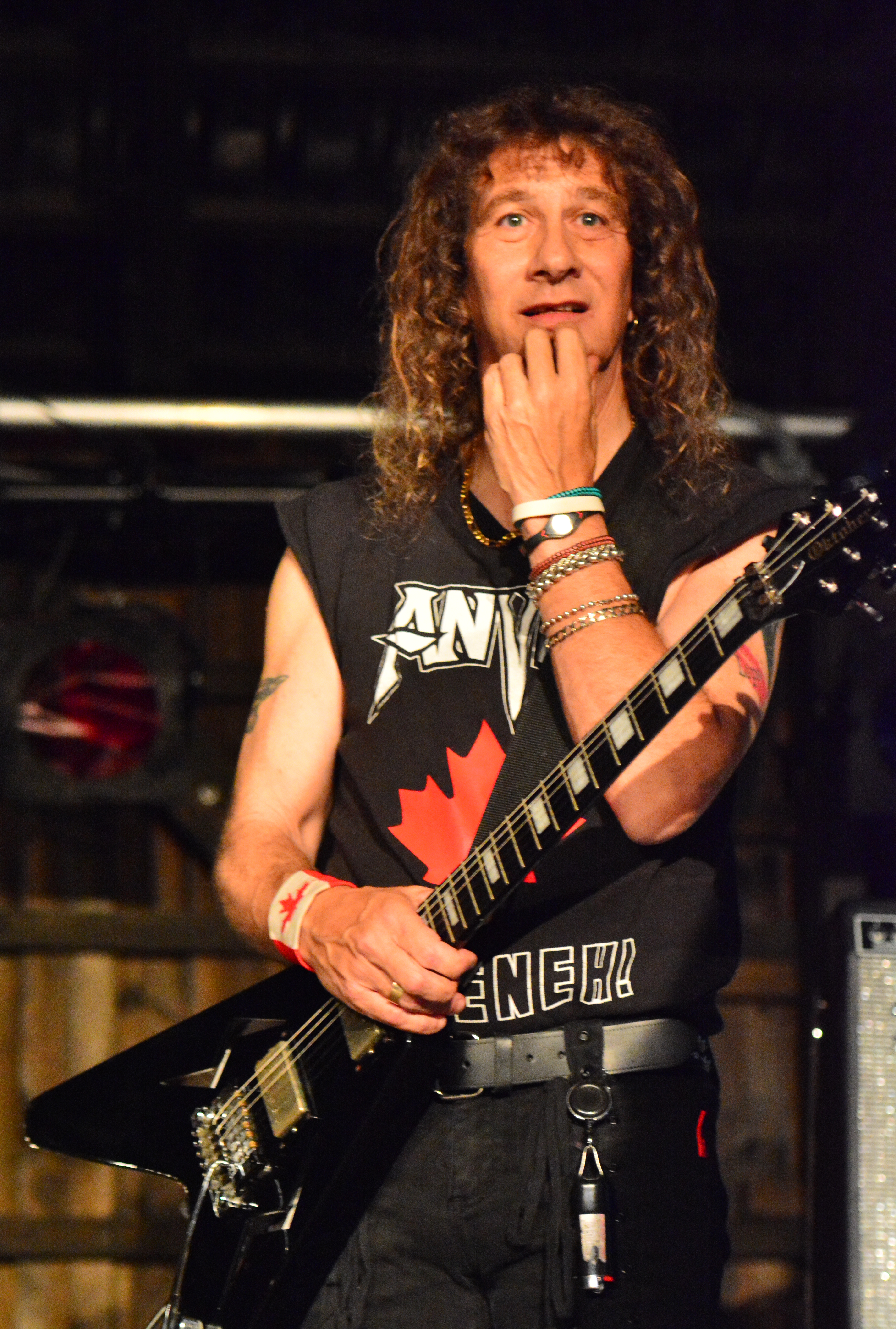
"Lips" vid Headbangers Open Air i Tyskland 2014.

Turnerande medlemmar
- Sebastian Bach (Sebastian Philip Bierk) – sång (1993)
- George Vee – gitarr (2004)
- Rick van Dyk – gitarr (2004)

## Diskografi

### Studioalbum
- 1981: Hard 'n' Heavy (Attic)
- 1982: Metal on Metal (Attic)
- 1983: Forged in Fire (Attic)
- 1987: Strength of Steel (Metal Blade)
- 1988: Pound for Pound (Metal Blade)
- 1992: Worth the Weight (Maximum Records)
- 1996: Plugged in Permanent (Hypnotic/Massacre)
- 1997: Absolutely No Alternative (Hypnotic/Massacre)
- 1999: Speed of Sound (Hypnotic/Massacre)
- 2001: Plenty of Power (Hypnotic/Massacre)
- 2002: Still Going Strong (Hypnotic/Massacre)
- 2004: Back to Basics (Massacre)
- 2007: This Is Thirteen (Independent)
- 2011: Juggernaut of Justice (The End Records)
- 2013: Hope in Hell (The End Records)
- 2016: Anvil Is Anvil (Steamhammer)
- 2018: Pounding the Pavement (Steamhammer)
- 2020: Legal at Last (AFM Records)

### Livealbum
- 1989: Past and Present – Live in Concert (Metal Blade)

### EP
- 1982: Anvil
- 1999: Speed of Sound

### Singlar
- 1981: "School Love"
- 1982: "Promotional 12""
- 1983: "Forged in Fire"
- 1983: "Make It Up to You"
- 1988: "Blood on the Ice"
- 2011: "Juggernaut of Justice"
- 2013: "Hope in Hell"
- 2013: "Flying"
- 2013: "Mankind Machine"

### Samlingslbum
- 1985: Backwaxed (Attic)
- 1989: Molten Masterpieces (Attic)
- 1999: Anthology of Anvil (Metal Blade/Hypnotic)
- 2011: Monument of Metal (The End Records)
- 2017: 5 Original Albums in 1 Box (5 CD box) (Steamhammer)